# Каракалпакская письменность
Каракалпакская письменность (каракалп. Qaraqalpaq jazıwı / Қарақалпақ жазыўы) — письменность каракалпакского языка. За время своего существования несколько раз меняла свою графическую основу. В настоящее время каракалпакская письменность находится в процессе перевода с кириллической на латинскую графику. В истории каракалпакской письменности выделяется 4 этапа:
- до 1928 года — письменность на основе арабского письма
- 1928—1940 годы — письменность на основе латиницы
- 1940—1994 годы — письменность на основе кириллицы
- с 1994 года — письменность на основе латиницы

## Письменность на арабской основе
Вопрос о существовании каракалпакской письменности до 1924 года по-разному освещается в различных изданиях. Д. С. Насыров в статье 1972 года утверждает, что «Каракалпакский… народ до революции… не имел своей национальной письменности». Годом позже в другой статье он же пишет, что «До… революции у каракалпакского народа существовала письменность, основанная на арабской графике. Однако эта письменность не была общедоступной и общенародной, ею пользовалась незначительная часть населения — муллы, ишаны и привилегированная верхушка». Последнее в целом подтверждается и в книге «Языки народов СССР». В частности там сказано, что «Каракалпакский литературный язык был известен и до… революции в виде локального варианта общего среднеазиатского литературного языка, так называемого „тюрки“, но распространён он был слабо, так как грамотных среди каракалпаков было не свыше двух процентов». Об использовании в XIX веке арабского письма каракалпакской верхушкой говорится и в книге «Языки и письменности народов Евразии».
Вместе с тем все указанные выше источники, а также обзорный труд по истории письменностей народов СССР М. И. Исаева сходятся в том, что впервые каракалпакская национальная письменность была научно разработана и внедрена в массы в 1924 году.
Этот алфавит имел в своей основе арабское письмо и содержал 28 букв:
| ا | ب | پ | ت | ج | چ | خ | د | ر | ز |
| س | ش | غ | ف | ق | ک | گ | ڴ | ل | م |
| ن | ھ | ه | و | ۇ | ۋ | ى | ي |   |   |

В ноябре 1924 года на нём стала печататься первая каракалпакская газета «Свободный каракалпак» ( ٴيركين قاراقالپاق ), а в 1925 году были изданы первые учебники. Большую роль в создании алфавита и выпуске первых букварей сыграл писатель и просветитель Сайфулгабит Маджитов.
Этот алфавит имел ряд существенных недостатков: в нём отсутствовали буквы для обозначения ряда специфических каракалпакских звуков, а также учащимися с трудом усваивались три различных начертания каждой из букв, присутствующих в арабском письме.

## Советская латиница
В 1920-е годы в СССР развернулась кампания по латинизации письменностей различных народов страны. Особенный размах эта кампания получила после I тюркологического съезда, прошедшего в 1926 году в Баку, на котором всем тюркским народам СССР было рекомендовано перейти на новый алфавит (так называемый «яналиф»). В июле 1927 года по решению Кара-Калпакского обкома ВКП(б) был создан областной Комитет Нового алфавита, который занялся разработкой каракалпакского латинизированного алфавита. 30 июля 1928 года новый алфавит, разработанный под руководством К. Авезова и С. Маджитова, был представлен на рассмотрение Правительства Кара-Калпакской автономной области. В конце 1928 года, после учёта ряда замечаний, выдвинутых специалистами и интеллигенцией, этот алфавит был утверждён. Он имел 32 буквы: a, в, с, ç, d, e, ә, f, g, h, x, i, ь, j, k, l, m, n, ꞑ, o, ө, p, q, ƣ, r, s, t, u, v, y, z, ş. Заглавных букв в этом алфавите не было. В начале 1929 года на этом алфавите стали выпускаться газеты и книги. К 1930 году печать и образование Каракалпакии полностью перешли с арабского алфавита на латинизированный.
В 1930 году по инициативе каракалпакской интеллигенции в редакции газеты «Mijnetkeş Qaraqalpaq» было проведено совещание по вопросам алфавита и орфографии. В результате было решено исключить из алфавита букву c, а вместо неё писать ş. К тому времени назрел вопрос об установлении твёрдых правил каракалпакской орфографии. В 1932 году Этнолого-лингвистическая секция Каракалпакского комплексного НИИ и учебно-методический совет Наркомпроса представили два проекта каракалпакской орфографии и алфавита. В ходе дискуссии оба проекта были объединены в один и в сентябре 1932 года на I каракалпакской орфографической конференции он был утверждён. Основным изменением стало введение заглавных букв, а также изменение порядка букв в алфавите. Теперь он стал выглядеть так: Aa, Bв, Vv, Gg, Dd, Ee, Çç, Zz, Ii, Jj, Kk, Ll, Mm, Nn, Oo, Pp, Rr, Ss, Tt, Uu, Ff, Xx, Şş, Hh, Әә, Qq, Ƣƣ, Ꞑꞑ, Өө, Yy, Ьь.
В июне 1935 года в Турткуле проходила II языковедческая конференция. На ней, помимо вопросов орфографии, затрагивался и вопрос реформы алфавита. Предлагалось исключить из него буквы Әә, Өө и Yy. Однако в ходе дискуссии это предложение было отвергнуто, при этом отмечена необходимость дальнейшей проработки этого вопроса.
III орфографическая конференция прошла в Турткуле в октябре 1938 года. На ней снова был поднят вопрос реформы алфавита. В результате в алфавит была введена буква Ŭŭ, изменено фонетическое значение ряда букв, а также несколько скорректирован порядок их расположения в алфавите. В итоге утверждённый Президиумом Верховного Совета Каракалпакской АССР алфавит выглядел так: Aa, Bв, Vv, Gg, Dd, Ee, Çç, Zz, Ii, Kk, Ll, Mm, Nn, Oo ,Pp, Rr, Ss, Tt, Uu, Ff, Xx, Şş, Ꞑꞑ, Әә, Өө, Hh, Qq, Ƣƣ, Yy, Ŭŭ, Jj, Ьь.

## Кириллица
В конце 1930-х годов в Советском Союзе начался процесс перевода письменностей на кириллическую основу. В 1940 году К. Убайдуллаев, К. Аимбетов и Н. Давкараев разработали алфавит и правила орфографии каракалпакского языка на основе кириллицы. Этот алфавит был введён указом Президиума Верховного Совета Каракалпакской АССР 18 июля 1940 года. Этот указ также устанавливал срок до 1 января 1942 года для перехода печати, образования и учреждений на новый алфавит.
В новом алфавите было 35 букв: Аа, Бб, Вв, Гг, Дд, Ее, Жж, Зз, Ии, Йй, Кк, Лл, Мм, Нн, Оо, Пп, Рр, Сс, Тт, Уу, Фф, Хх, Цц, Чч, Шш, Щщ, Ъъ, Ыы, Ьь, Ээ, Юю, Яя, Ғғ, Ққ, Ҳҳ. Этот алфавит имел ряд существенных недостатков: в нём отсутствовали знаки для обозначения звуков /æ/, /œ/, /y/, /ŋ/ и /w/. Для передачи звуков /æ/, /œ/, /y/ использовались буквы а, о, у с добавлением мягкого знака после расположенной за ними согласной буквы (например тань (хлеб) вместо тән, созь (слово) вместо сөз, жунь (шерсть) вместо жүн и т. д.). Для обозначения звука /ŋ/ использовалось сочетание букв нг.
Эти недостатки вынудили Каракалпакский институт экономики и культуры разработать новый алфавит и правила орфографии каракалпакского языка. В сентябре 1954 года в Нукусе была проведена научно-теоретическая конференция, на которой учёные из Каракалпакии, Москвы, Ташкента и Фрунзе обсудили проект нового алфавита. Решения конференции были доработаны с учётом рекомендаций Института языка и литературы АН Узбекской ССР и Института языкознания АН СССР. В результате был уточнён действующий алфавит и составлен новый свод орфографических правил. 28 февраля 1957 года новый алфавит и орфография были утверждены указом Президиума Верховного Совета Каракалпакской АССР. В действие этот алфавит вступил в 1960 году. По сравнению с предыдущей версией в алфавит были введены буквы Ә ә, Ё ё, Ң ң, Ө ө, Ү ү, Ў ў, а также изменён порядок букв в алфавите. В итоге каракалпакский алфавит стал выглядеть так:
| А а | Ә ә | Б б | В в | Г г | Ғ ғ | Д д | Е е | Ё ё | Ж ж | З з |
| И и | Й й | К к | Қ қ | Л л | М м | Н н | Ң ң | О о | Ө ө | П п |
| Р р | С с | Т т | У у | Ү ү | Ў ў | Ф ф | Х х | Ҳ ҳ | Ц ц | Ч ч |
| Ш ш | Щ щ | Ъ ъ | Ы ы | Ь ь | Э э | Ю ю | Я я |     |     |     |

В 1963—1964 годах вопрос о совершенствовании каракалпакского алфавита вновь был поднят на страницах местной прессы. На этом основании в 1964 году была создана специальная комиссия из сотрудников Института истории, языка и литературы Каракалпакского филиала АН Узбекской АССР, а также преподавателей кафедры каракалпакского языка Каракалпакского пединститута и работников Института усовершенствования учителей Каракалпакской АССР. Эта комиссия разработала новый проект алфавита и орфографии. Проект предлагал отмену букв ў и ң. Однако этот проект вызвал серьёзные возражения у учителей, в результате чего он не был принят.
Несмотря на реформы 1990—2000-х годов кириллический алфавит образца 1957 года до сих пор имеет широкое применение: на нём издаётся литература, печатается крупнейшая газета Каракалпакстана «Еркин Каракалпакстан», ведётся документооборот в государственных учреждениях.

## Современная латиница
В начале 1990-х годов в независимом Узбекистане началась работа по переводу письменностей народов этой страны на латинскую основу. В конце 1993 года был утверждён проект латинизированного узбекского алфавита. Следом за ним в феврале 1994 года был утверждён новый алфавит и для каракалпакского языка. Этот алфавит основывался на Общем тюркском алфавите и имел следующий вид: Aa, Ää, Bb, Dd, Ee, Ff, Gg, Ḡḡ, Hh, Xx, Iı, İi, Jj, Kk, Qq, Ll, Mm, Nn, N̄n̄, Oo, Öö, Pp, Rr, Ss, Şş, Tt, Uu, Üü, Vv, Ww, Yy, Zz.
Однако в 1995 году узбекский, а чуть позже и каракалпакский алфавиты были пересмотрены. Из них были исключены все буквы с диакритическими знаками, а вместо них введены диграфы и послебуквенные апострофы. Переход на новую письменность должен был быть осуществлён к 2005 году. Алфавит в версии 1995 года выглядел так: Aa, Aʼaʼ, Bb, Dd, Ee, Ff, Gg, Gʼgʼ, Hh, Xx, Iı, İi, Jj, Kk, Qq, Ll, Mm, Nn, Nʼnʼ, Oo, Oʼoʼ, Pp, Rr, Ss, Tt, Uu, Uʼuʼ, Vv, Ww, Yy, Zz, Sh sh
В 2009 году в этот алфавит вновь были внесены изменения. Согласно закону Республики Каракалпакстан от 8 октября 2009 года буквосочетание ts было заменено на c. Буквы e, o и oʼ в начале исконных каракалпакских слов стали писаться как ye, wo и woʼ соответственно. Буква I ı была заменена на Iʼ iʼ. Введён диграф ch. После реформы каракалпакский алфавит получил следующий вид: A a, B b, C c, D d, E e, F f, G g, H h, I i, J j, K k, L l, M m, N n, O o, P p, Q q, R r, S s, T t, U u, V v, W w, X x, Y y, Z z, Аʼ аʼ, Oʼ oʼ, Iʼ iʼ, Uʼ uʼ, Gʼ gʼ, Nʼ nʼ, Sh sh, Ch ch.
В 2016 году была проведена ещё одна реформа каракалпакского алфавита. Были отменены положения реформы 2009 года касательно написаний ye, wo и woʼ в начале слов, а также изменено начертание ряда букв: буквы Аʼ аʼ, Oʼ oʼ, Iʼ iʼ, Uʼ uʼ, Gʼ gʼ, Nʼ nʼ были заменены на Á á, Ó ó, Í ı, Ú ú, Ǵ ǵ, Ń ń соответственно. Это — седьмая версия латиницы в каракалпакской письменности, начиная с 1928 года.
Теперь каракалпакский алфавит выглядит так:
| А а | Á á   | B b | D d   | Е е | F f | G g | Ǵ ǵ | H h | X x |
| Í ı | I i   | J j | K k   | Q q | L l | М m | N n | Ń ń | О о |
| Ó ó | P p   | R r | S s   | Т t | U u | Ú ú | V v | W w | Y y |
| Z z | Sh sh | C c | Ch ch |     |     |     |     |     |     |

В рукописном тексте вместо апострофов (в версиях до 2016 года) и акута (в версии 2016 года) рекомендуется ставить над буквой черту — макрон (Āā, Ōō и т. д.).

## Таблица соответствия алфавитов
| Арабский алфавит                                                                                    | Латиница 1928—1930 | Латиница 1930—1938 | Латиница 1938—1940 | Кириллица | Латиница 1994—1995 | Латиница 1995—2009 | Латиница 2009—2016 | Латиница с 2016 | МФА |
| --------------------------------------------------------------------------------------------------- | ------------------ | ------------------ | ------------------ | --------- | ------------------ | ------------------ | ------------------ | --------------- | --- |
| ا                                                                                                   | Aa                 | Aa                 | Aa                 | Аа        | Aa                 | Aa                 | Aa                 | Aa              | a   |
| ه                                                                                                   | Әә                 | Әә                 | Әә                 | Әә1       | Ää                 | Aʼaʼ               | Aʼaʼ               | Áá              | æ   |
| ب                                                                                                   | Bв                 | Bв                 | Bв                 | Бб        | Bb                 | Bb                 | Bb                 | Bb              | b   |
| | Vv                 | Vv                 | Vv                 | Вв        | Vv                 | Vv                 | Vv                 | Vv              | v   |
| گ                                                                                                   | Gg                 | Gg                 | Gg                 | Гг        | Gg                 | Gg                 | Gg                 | Gg              | g   |
| غ                                                                                                   | Ƣƣ                 | Ƣƣ                 | Ƣƣ                 | Ғғ        | Ḡḡ                 | Gʼgʼ               | Gʼgʼ               | Ǵǵ              | ɣ   |
| د                                                                                                   | Dd                 | Dd                 | Dd                 | Дд        | Dd                 | Dd                 | Dd                 | Dd              | d   |
| ه                                                                                                   | Ee                 | Ee                 | Ee                 | Ее        | Ee                 | Ee                 | Ee, Ye ye2         | Ee              | e   |
| |                    |                    |                    | Ёё1       | yo                 | yo                 | yo                 | yo              | jo  |
| ج                                                                                                   | Çç                 | Çç                 | Çç                 | Жж        | Jj                 | Jj                 | Jj                 | Jj              | dʒ  |
| ز                                                                                                   | Zz                 | Zz                 | Zz                 | Зз        | Zz                 | Zz                 | Zz                 | Zz              | z   |
| ى                                                                                                   | Ii                 | Ii                 | Jj                 | Ии        | İi                 | İi                 | Ii                 | Ii              | i   |
| ي                                                                                                   | Jj                 | Jj                 | Ii                 | Йй        | Yy                 | Yy                 | Yy                 | Yy              | j   |
| ک                                                                                                   | Kk                 | Kk                 | Kk                 | Кк        | Kk                 | Kk                 | Kk                 | Kk              | k   |
| ق                                                                                                   | Qq                 | Qq                 | Qq                 | Ққ        | Qq                 | Qq                 | Qq                 | Qq              | q   |
| ل                                                                                                   | Ll                 | Ll                 | Ll                 | Лл        | Ll                 | Ll                 | Ll                 | Ll              | l   |
| م                                                                                                   | Mm                 | Mm                 | Mm                 | Мм        | Mm                 | Mm                 | Mm                 | Mm              | m   |
| ن                                                                                                   | Nn                 | Nn                 | Nn                 | Нн        | Nn                 | Nn                 | Nn                 | Nn              | n   |
| ڭ                                                                                                   | Ꞑꞑ                 | Ꞑꞑ                 | Ꞑꞑ                 | Ңң3       | N̄n̄                 | Nʼnʼ               | Nʼnʼ               | Ńń              | ŋ   |
| و                                                                                                   | Oo                 | Oo                 | Oo                 | Оо        | Oo                 | Oo                 | Oo, Wo wo2         | Oo              | o   |
| | Өө                 | Өө                 | Өө                 | Өө1       | Öö                 | Oʼoʼ               | Oʼoʼ, Woʼ woʼ2     | Óó              | œ   |
| پ                                                                                                   | Pp                 | Pp                 | Pp                 | Пп        | Pp                 | Pp                 | Pp                 | Pp              | p   |
| ر                                                                                                   | Rr                 | Rr                 | Rr                 | Рр        | Rr                 | Rr                 | Rr                 | Rr              | r   |
| س                                                                                                   | Ss                 | Ss                 | Ss                 | Сс        | Ss                 | Ss                 | Ss                 | Ss              | s   |
| ت                                                                                                   | Tt                 | Tt                 | Tt                 | Тт        | Tt                 | Tt                 | Tt                 | Tt              | t   |
| ۇ                                                                                                   | Uu                 | Uu                 | Ŭŭ                 | Уу        | Uu                 | Uu                 | Uu                 | Uu              | u   |
| | Yy                 | Yy                 | Yy                 | Үү1       | Üü                 | Uʼuʼ               | Uʼuʼ               | Úú              | y   |
| ۋ                                                                                                   | Vv                 | Vv                 | Uu                 | Ўў1       | Ww                 | Ww                 | Ww                 | Ww              | w   |
| ف                                                                                                   | Ff                 | Ff                 | Ff                 | Фф        | Ff                 | Ff                 | Ff                 | Ff              | f   |
| خ                                                                                                   | Xx                 | Xx                 | Xx                 | Хх        | Xx                 | Xx                 | Xx                 | Xx              | x   |
| ھ                                                                                                   | Hh                 | Hh                 | Hh                 | Ҳҳ        | Hh                 | Hh                 | Hh                 | Hh              | h   |
| | Ss                 | Ss                 | Ts ts              | Цц        | ts                 | ts                 | Cc                 | Cc              | ʦ   |
| چ                                                                                                   | Cc                 | Şş                 | Şş                 | Чч        | Şş                 | Sh sh              | Ch ch              | Ch ch           | ʧ   |
| ش                                                                                                   | Şş                 | Şş                 | Şş                 | Шш        | Şş                 | Sh sh              | Sh sh              | Sh sh           | ʃ   |
| | Şş                 | Şş                 | Şş                 | Щщ        | Şş                 | Sh sh              | Sh sh              | Sh sh           | ʃ   |
| | j                  | j                  | i                  | Ъъ        |                    |                    |                    |                 |     |
| ى                                                                                                   | Ьь                 | Ьь                 | Ьь                 | Ыы        | Iı                 | Iı                 | Iʼiʼ               | Íı              | ə   |
| |                    |                    |                    | Ьь        |                    |                    |                    |                 |     |
| | Ee                 | Ee                 | Ee                 | Ээ        | Ee                 | Ee                 | Ee                 | Ee              | e   |
| |                    |                    |                    | Юю        | yu                 | yu                 | yu                 | yu              | ju  |
| |                    |                    |                    | Яя        | ya                 | ya                 | ya                 | ya              | ja  |
| 1Введены в 1957 году. 2В начале слов, кроме заимствованных из/через русский язык. 3До 1957 г. — нг. |                    |                    |                    |           |                    |                    |                    |                 |     |